# Rotoscoop

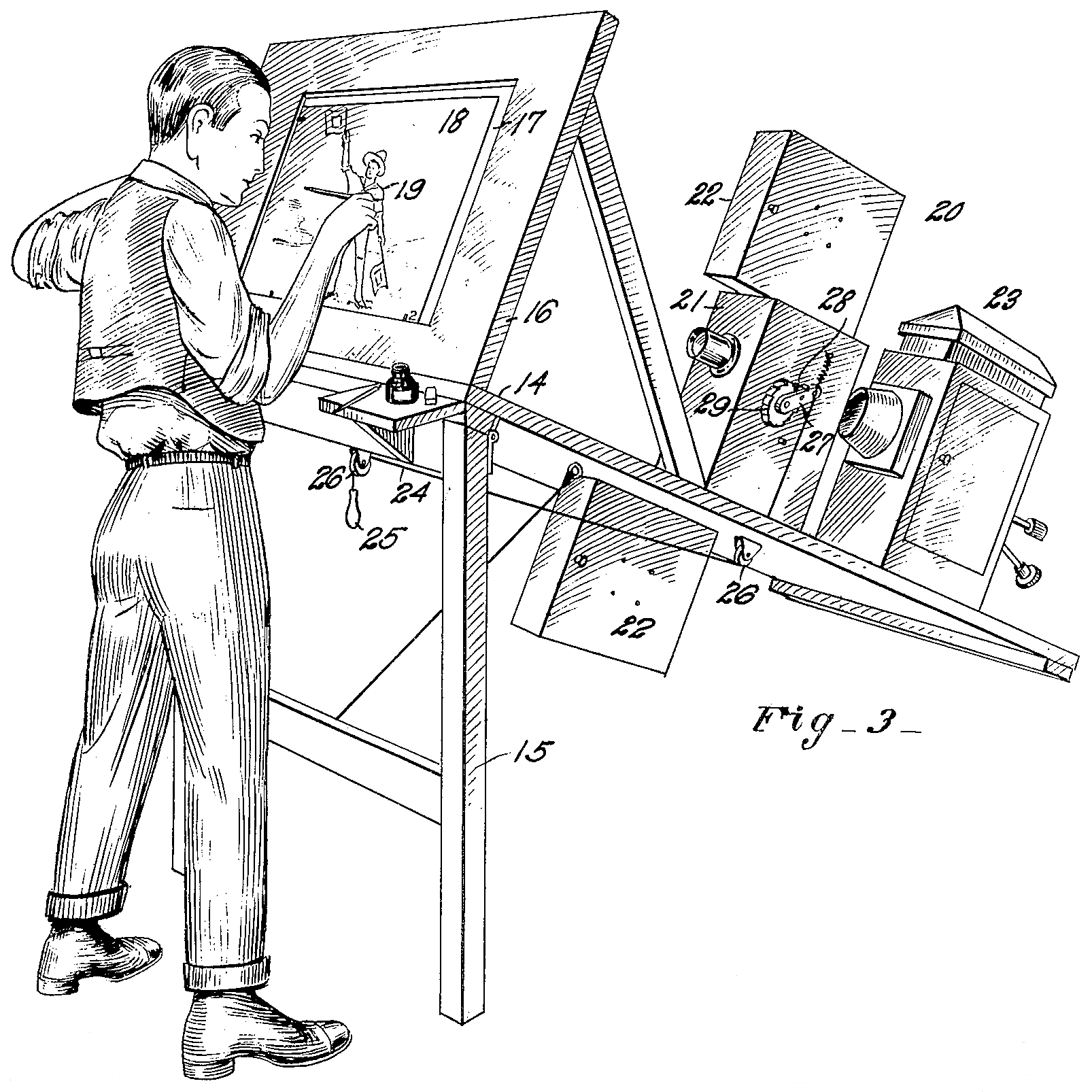
De rotoscoop. Tekening van Max Fleischer uit 1914 voor het patentbureau.

Een rotoscoop is een apparaat dat wordt gebruikt bij animatie. De rotoscoop filmt de bewegingen van een acteur, en projecteert de beelden frame voor frame op een tekentafel. Hierdoor kan een tekenaar relatief eenvoudig de geprojecteerde beelden overtekenen. 
De rotoscoop is uitgevonden en in 1917 gepatenteerd door Max Fleischer. Vanaf 1915 maakte hij gebruik van deze techniek om een realistische weergave van de menselijke beweging te creëren. Cab Calloway werd door Fleischer gebruikt als rotoscoop-model voor de tekenfilm Minnie the Moocher. Ook voor Fleischers bioscoopfilm Gulliver's Travels (1939) werd intensief gebruikgemaakt van de rotoscoop.  
Ook andere animatiestudio's maakten gebruik van de rotoscoop. Zo is Disneys Sneeuwwitje uit 1937 de eerste lange animatiefilm waarbij de rotoscoop is toegepast.
In 1994 heeft het bedrijf Smoking Car Productions een digitale rotoscoop ontwikkeld.
In de visuele-effectenindustrie wordt de term gebruikt voor het handmatig creëren van maskers om mensen of objecten vrijstaand te maken en vervolgens in een andere achtergrond te plaatsen. Het samenstellen van een beeld met verschillende vrijstaande personen en of objecten heet compositing.